# Placebo (album)
 For alternative betydninger, se Placebo (flertydig). (Se også artikler, som begynder med Placebo)
Placebo er det første studiealbum af musikeren Karl William. Det udkom den 4. maj 2015 via ArtPeople og Offbeat. Albummet indeholder 10 sange, sunget af Karl William og produceret og komponeret af Emil Hesselbæk, Tais Stausholm og Mathias Klysner med undtagelse af sangen "Sky", som Niels Kirk har produceret. På Placebo medvirker udover Karl William kun Heimdals Sidste Vogter på sangen "Ensom".

## Baggrund
Placebo handler for Karl William om:
| Citat | Det er stadig en bytur, men jeg har rettet blikket ret meget indad, så det er nok lidt mere en bytur i mit eget hoved, hvis det giver mening. Sangene handler om personlige ting inde i mig selv, snarere end de ting, jeg har oplevet på en bytur. Det er også første gang, jeg synes, jeg virkelig har lavet noget, der hundrede procent lyder af mig. Før i tiden kunne jeg godt spekulere på, om en sang for eksempel ville passe til radioen eller noget i den stil. Nu er det blevet fuldstændigt, som jeg gerne vil have det. Pladen kunne simpelthen ikke lyde på nogen anden måde, end den er kommet til. | Citat |
|       | |       |

## Modtagelse
GAFFA's anmelder, Michael Jose Gonzalez, skrev i sin anmeldelse af Placebo blandt andet, at "med afsæt i følelser som ensomhed, usikkerhed og kærlighed tages lytteren med på en rejse gennem de ting, der rører sig i et ungt menneske", "Placebo er en overbevisende og intens bedrift", men "Dog kunne man savne lidt mere variation i de ellers flotte produktioner [...]" og gav albummet fem stjerner. Anmelderen for Soundvenue, Christian Wolkoff, skrev, at albummet "er som ét langt udbrud af følelser, hvor intet er rosenrødt, men nærmere mudret som hukommelsen efter en bytur" og var generelt tilfreds med albummet og specielt sangen "Sky", som er "samlingens måske bedste nummer", men alligevel "måtte Karl William gerne (figurativt) råbe lidt mere" og gav albummet fire stjerner.
Mindre begejstret var Politikens anmelder, Pernille Jensen, der gav albummet tre hjerter. Pernille Jensen skrev blandt andet i sin anmeldelse af albummet, at "Man kan – med rette – sige mange pæne ting om Karl William", men "Pladen tynges af en nærmest demonstrativ mangel på fremdrift, der gør, at man som lytter efterlades med en trang til at give pladen en gevaldig rusketur." Mere positivt indstillet var Metroxpress' anmelder, Rasmus Junge, der synes albummet er et imponerende gennemført værk, "der griber fat om store og vanskelige følelser som ensomhed og usikkerhed". Ifølge Rasmus Junge bliver "stemningen lidt monoton, og flere opløftende melodier som titelnummeret og ’Sky’ havde skabt lidt mere variation" og gav albummet fire stjerner. Ifølge Berlingskes anmelder, Michael Charles Gaunt, viser Karl William sig som en virkelig dygtig sanger på intronummeret, men "Over et helt album kommer han til kort" og gav albummet fire stjerner.

## Spor
Alle sange er skrevet af Karl William, medmindre andet er noteret.
| 1.    | "Indtro"                                   | 2:54 |
| 2.    | "Ensom" (featuring Heimdals Sidste Vogter) | 3:29 |
| 3.    | "Placebo"                                  | 5:57 |
| 4.    | "Mit Gode Skind"                           | 3:01 |
| 5.    | "Tale Om Noget"                            | 3:27 |
| 6.    | "Ingen Tørre Øjne"                         | 3:45 |
| 7.    | "Sky"                                      | 3:33 |
| 8.    | "Se"                                       | 3:22 |
| 9.    | "3 Ind"                                    | 2:07 |
| 10.   | "Tiden"                                    | 4:31 |
| 36:06 |                                            |      |

## Hitlister og certificeringer
| Hitliste (2015) | Højeste placering |
| --------------- | ----------------- |
| Danmark         | 26                |